# Annina dolina (Chočské vrchy)
Annina dolina (dříve nazývaná i Dolina Liptovské Anny a Svätoanenská dolina) je údolí v Chočských vrších.
Jedná se o krátkou (3 km), ale strmou krasovou dolinu ve východní části Chočských vrchů, v podcelku Prosečné, mezi hřebenem Pravnáč (1206,1 m n. m.) - Heliaš (1186 m n. m.) na západě a masivem Lomné (1277,8 m n. m.) a Čerenové (1220,8 m n. m.) na východě. Táhne se od sedla Rovné (1035 m n. m.) víceméně severojižním směrem a do Liptovské kotliny vyúsťuje nad obcí Liptovská Anna. Úbočí údolí jsou hustě zalesněná a zejména ve střední části skalnatá. Na rozdíl od sousedních údolí sahá jen po hlavní hřeben pohoří a neprořezává se na severní stranu. Horní část údolí je suchá, dolní částí protéká Annin potok.
Dolinou vede neznačená stezka do sedla Rovné, kudy prochází zeleně značená turistická trasa z Liptovské Anny přes Pravnáč a Heliaš dále na Lomné a Prosečné.